# Nephodia subnotata
Nephodia subnotata là một loài bướm đêm trong họ Geometridae.